# عقاب خطافة
العقاب الخطّافة أو البَعنَق أو العقاب المخادعة (الاسم العلمي: Harpia harpyja) هو طائر جارح يستوطن في جنوب ووسط أمريكا وهو من أشهرها في قارته. وتعد من أضخم أنواع العقبان وهي أقوى أنواع الطيور الجارحة في العالم. وهو طائر كبير ويعتبر مثل جميع العقبان صيادا .

## الموطن
العقاب الخطّافة يصعب العثور عليه في جميع أنحاء نطاقه، ويوجد من جنوب المكسيك (بما في ذلك تشياباس وأواكساكا وولايات يوكاتان) وشرقي بوليفيا وجنوبي البرازيل وشمال الأرجنتين.النسر هو الأكثر شيوعًا في البرازيل، حيث يوجد في جميع أنحاء البلاد. باستثناء بعض مناطق بنما وكوستاريكا فإن النوع منقرض تقريبًا في أمريكا الوسطى، ويرجع ذلك على الأرجح إلى قطع أشجار الغابات المطيرة في أمريكا الوسطى.
يفضل النسر الهاربي الغابات المطيرة الاستوائية المنخفضة وقد يختار أيضًا التعشيش داخل الأشجار. توجد هذه الطيور عادة على ارتفاع أقل من 900 متر ولكن تم تسجيلها على ارتفاعات تصل إلى 2000 متر داخل الغابات.
يصطاد هذا العقاب في مظلة الأشجار أو نادرًا على الأرض، ويستقر على الأشجار للبحث عن الفريسة.
لا توجد هذه الطيور عمومًا في المناطق غير الهادئة وتتجنب البشر ولكنها تزور بانتظام الغابات شبه المفتوحة ومراعي الفسيفساء، في رحلات صيد. ومع ذلك، يمكن العثور على هذه الطيور وهي تحلق فوق حدود الغابات في كثير من المناطق، مثل سيرادوس، وكاتينجاس، وأشجار النخيل في بوريتي والحقول المزروعة والمدن.

## الوصف والشكل

### المظهر

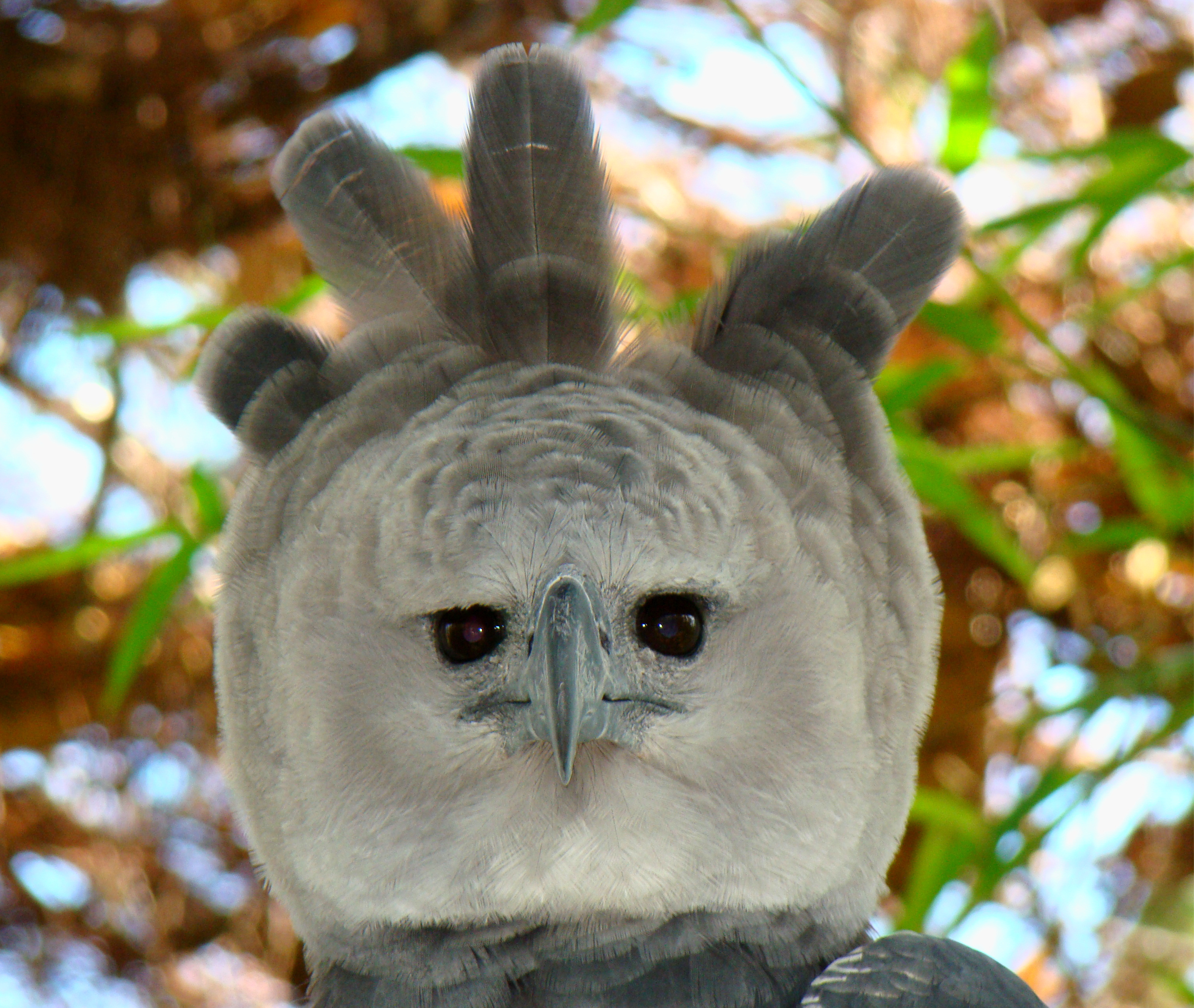
وجه العقاب الخطافة

لون العقبان البالغة من جزء العلوي رمادي مزرق داكن و بطن أبيض مع خطوط عريضة سوداء في الفخذين ووجهها ذو لون رمادي فاتح ولديها عرف من الريش في رأسه، ومنقارها أسود وعيناها تكونان ذي لون بني داكن أو رمادي داكن
ولكن الطيور اليافعة تكون بيضاء مع لون رمادي فاتح عند الجناحين وتحصل على لون ريش البالغين عند عمر الخمس سنوات.

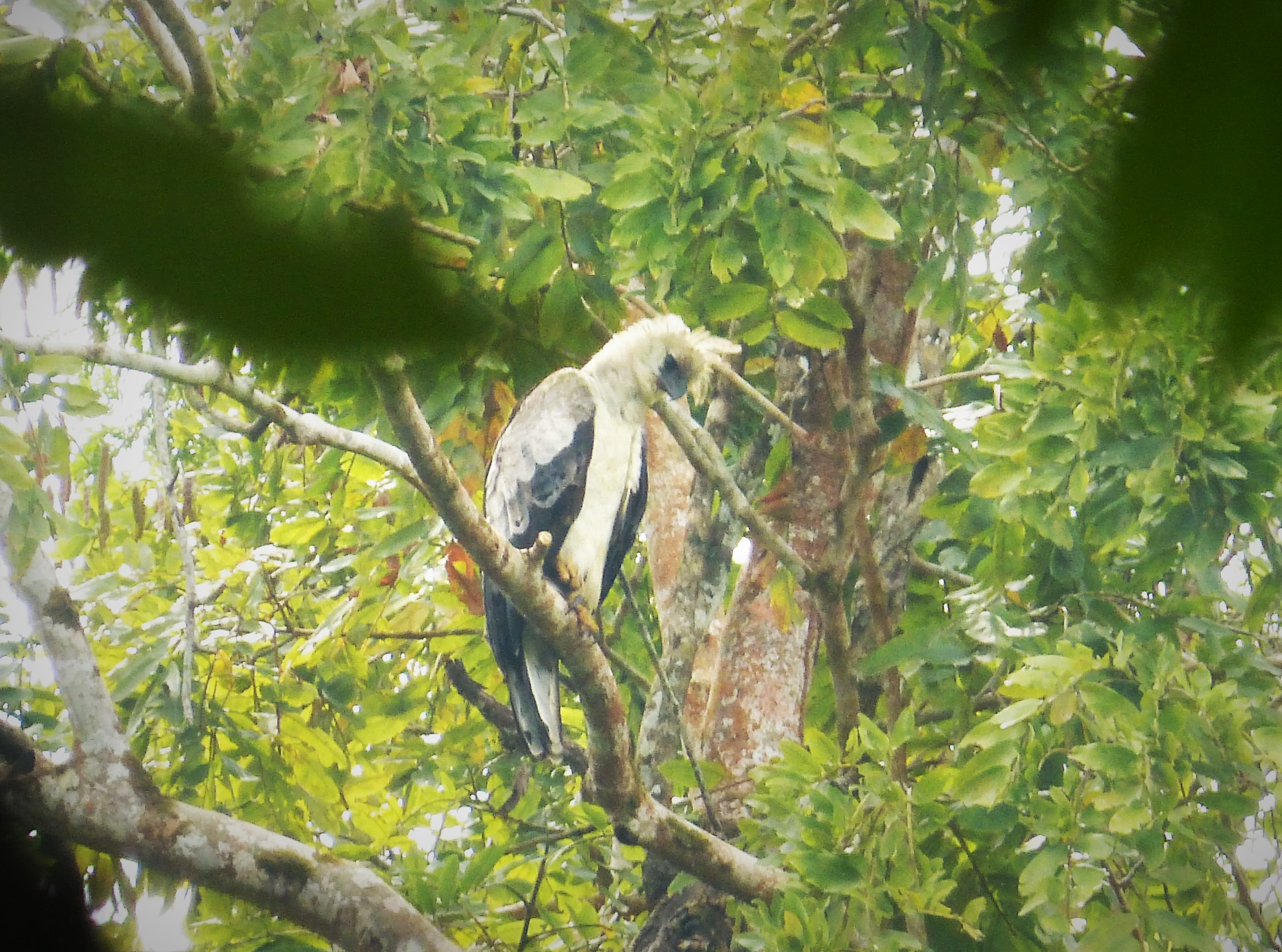
عقاب خطاف يافع

### الحجم والخصائص الجسدية
الإناث أكبر من الذكور وبالتالي وزنها أكبر وتزن من 6 إلى 9 كجم بينما تزن الذكور من 4 إلى 6 كجم .
طول الجسم من 85 إلى 107 سم. وطول جناحيها عند بسطهما إلى من 176 إلى 224 سم وهما مقوسًا الحافة ليتمكن من المناورة بين الأشجار الكثيفة، وتستطيع هذه العقاب حمل فريسة تماثل وزن جسمه. وثخانة أقدامها تماثل محيط رسغ الرجل. ومخالبها بطول 10 سم وهذا طول مخالب الدب الرمادي. وهي المخالب الأطول بين كل أنواع العقبان، وهي تقوم بالإطباق على فريستها بأقدامها بقوة تساوي ثلاثة أضعاف عضة الكلاب الراعية الألمانية.

## الغذاء

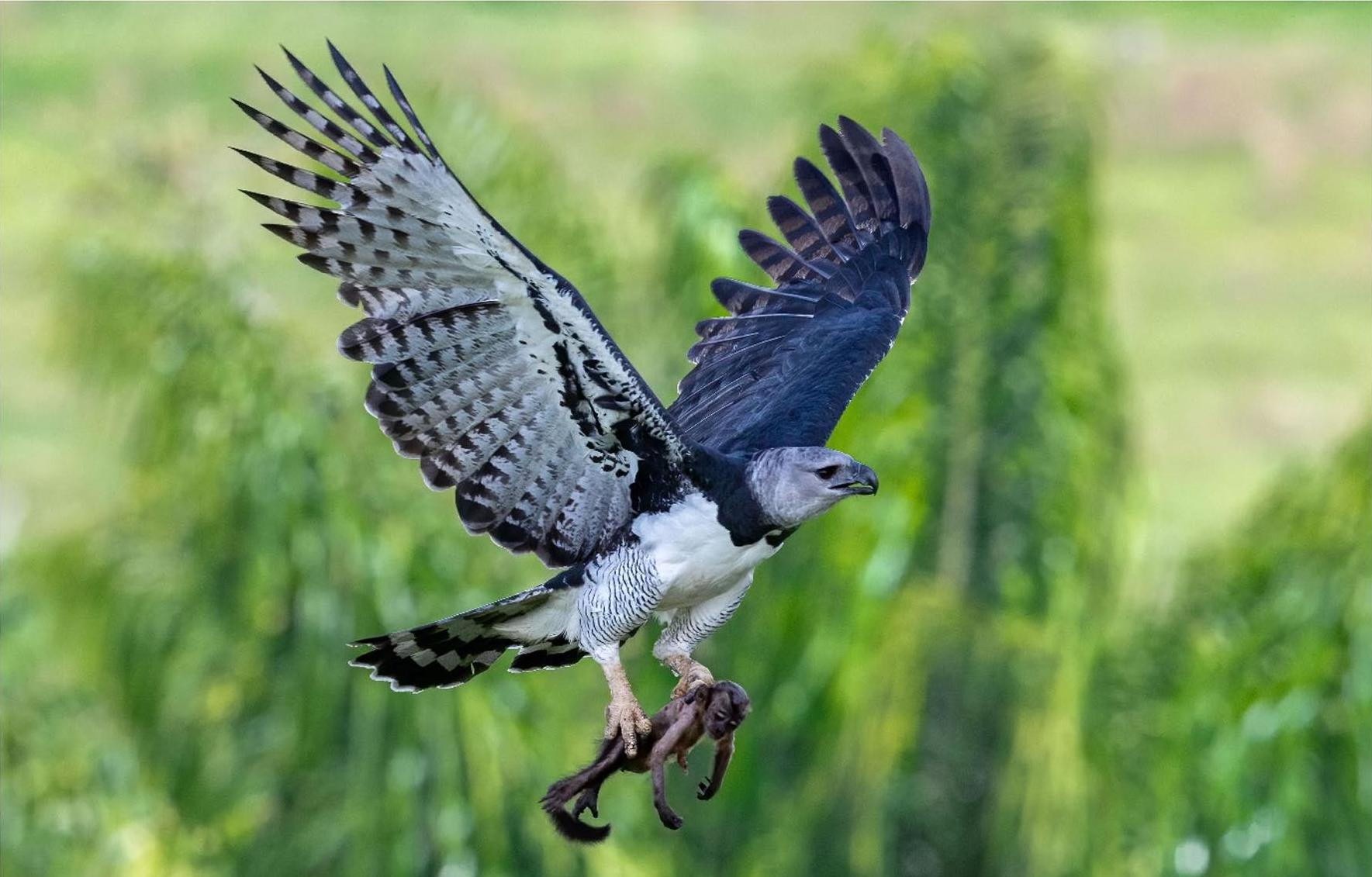
العقاب الخطافة يحمل قردا صغيرا

عقاب خطافة البالغ يتواجد في أعلى السلسلة الغذائية. يمتلك أكبر مخالب من أي عقاب حي وقد تم تسجيلها وهي تحمل فريسة تزن ما يصل إلى نصف وزن جسمها تقريبًا. وهذا يسمح له بانتزاع حيوان الكسلان الحي وفرائس كبيرة أخرى مثل القرود من أغصان الأشجار. في أغلب الأحيان، تستخدم هذا العقاب لصيد الفراخ، حيث يبحث عن الفريسة أثناء الوقوف لفترة قصيرة أثناء رحلاته القصيرة من شجرة إلى أخرى. وعند رصده للفريسة يتجه بسرعة ويمسكها. في بعض الأحيان يبقي لفترات طويلة على نقطة عالية بالقرب من فتحة أو نهر حيث تذهب العديد من الثدييات للحصول على العناصر الغذائية من هذة الأنهار.
لُوحظ أيضًا أنها تطارد طائر آخر أثناء طيرانه والتهرب بسرعة بين الأشجار والفروع، وهو أسلوب افتراس شائع بين صقور باز (الاسم العلمي: Accipiter) التي تصطاد الطيور.

## التكاثر والتوالد
تبني هذه العقبان أعشاشًا كبيرة من الأعواد على الأشجار. وأعشاشها بعمق متر وعرض مترين. وتتكاثر الأزواج كل سنتين وتضع الإناث من بيضة إلى بيضتين ويضل الفرخ تحت رعاية أبويه قرابة سنة.
في مواطنها المثالية تكون الأعشاش قريبة من بعضها البعض إلى حد ما. في بعض أجزاء من بنما وغيانا تقع الأعشاش النشطة على بعد 3 كم من بعضها البعض، بينما تقع على بعد 5 كم في فنزويلا. في بيرو كانت المسافة المتوسطة بين الأعشاش 7.4 كم ومتوسط المساحة التي يشغلها كل زوج من الأزواج المتكاثرة قُدِّرت بنحو 11000 فدان. وفي المناطق الأقل مثالية في الغابات المجزأة قُدِّرت مناطق التكاثر بنحو 25 كم.
تضع أنثى هذا العقاب بيضتين في عش كبير من العصي، والذي يبلغ عمقه عادةً 1.2 متر وعرضه 1.5 متر ويمكن استخدامه على مدار عدة سنوات. حيث توجد الأعشاش في أعلى الأشجار على ارتفاع يتراوح بين 16 إلى 43 مترًا. غالبًا ما يبني الطائر الهاربي عشه في شجرة الكابوك، وهي واحدة من أطول الأشجار في أمريكا الجنوبية. وفي العديد من الثقافات في أمريكا الجنوبية، يُعتبر قطع شجرة الكابوك نذير شؤم مما قد يساعد في حماية موطن هذا العقاب. يستخدم أيضًا أشجارًا ضخمة أخرى لبناء عشه عليها مثل شجرة جوز البرازيل.
يُعتقد أنهم يتزاوجون مدى الحياة. عادةً ما يربي زوج من عقاب الخطاف فرخًا واحدًا فقط كل 2-3 سنوات. بعد فقس الفرخ الأول، يتم تجاهل البيضة الثانية وعادةً ما تفشل في الفقس ما لم تموت البيضة الأولى. يتم حضانة البيضة لمدة 56 يومًا تقريبًا. عندما يبلغ عمر الفرخ 36 يومًا حيث يمكنه الوقوف والمشي.
يطير الفرخ في عمر 6 أشهر لكن الوالدين يستمران في إطعامه لمدة 6 إلى 10 أشهر أخرى. لا تصل الطيور إلى مرحلة التكاثر إلا عندما يبلغ عمرها من 4 إلى 6 سنوات يمكن أن تكون الطيور البالغة عدوانية تجاه البشر الذين يزعجون موقع التعشيش أو يبدو أنهم يشكلون تهديدًا لصغارهم.